# William H. Hastie
William Henry Hastie (17 de noviembre de 1904, Knoxville, Tennessee - 14 de abril de 1976, Filadelfia, Pensilvania), fue un abogado, educador, funcionario público estadounidense y un destacado pionero político del siglo XX. En 1949 fue nombrado juez de la Corte de Apelaciones del Circuito de los Estados Unidos, convirtiéndose en el primer afroamericano en ocupar ese cargo.

## Biografía
Hastie nació en Knoxville, Tennessee. en 1904. Su familia se mudó a Washington D. C., donde asistió a la escuela secundaria. En 1925, Hastie se graduó de Amherst College en Massachusetts con una licenciatura. Posteriormente enseñó durante dos años antes de ingresar a la Universidad de Harvard en Massachusetts, donde se graduó en 1930 con una licenciatura en derecho. 
Mientras enseñaba en la Facultad de Derecho de la Universidad Howard en Washington D. C., Hastie también ejerció la abogacía. Obtuvo un título avanzado en derecho de la Universidad Harvard en 1933. Ese mismo año, el presidente Franklin D. Roosevelt nombró a Hastie para trabajar en el Departamento del Interior de los Estados Unidos. Durante su mandato, Hastie desarrolló legislación para las Islas Vírgenes de los Estados Unidos, un territorio organizado no incorporado de los Estados Unidos en el Mar Caribe. En 1937, Roosevelt nombró a Hastie para el tribunal de distrito federal de las Islas Vírgenes de los Estados Unidos, lo que lo convirtió en el primer juez federal afroamericano. Sirvió durante dos años antes de renunciar y convertirse en decano de la Facultad de Derecho de la Universidad de Howard. Simultáneamente, a partir de 1940, Hastie fue asesor civil de Henry L. Stimson, el Secretario de Guerra de los Estados Unidos. William Henry Hastie abogó por la desegregación de las fuerzas armadas, pero finalmente renunció en 1943 cuando continuó la Discriminación racial en los Estados Unidos en el ejército. En 1946, el presidente Harry S. Truman nombró a Hastie el primer gobernador negro de las Islas Vírgenes de Estados Unidos. Ocupó ese cargo hasta 1949, cuando Truman lo nominó como juez de la Corte de Apelaciones del Circuito de los Estados Unidos. Se convirtió en juez principal de la corte en 1968 y se jubiló tres años después. Hastie recibió la Medalla Spingarn en 1943. Murió el 14 de abril de 1976 en Filadelfia, Pensilvania, Estados Unidos de América.
"La Medalla Spingarn" es una medalla de oro que otorga anualmente la National Association for the Advancement of Colored People, NAACP, (Asociación Nacional para el Avance de las Personas de Color). Ha sido otorgado casi todos los años desde 1915 para honrar "al hombre o mujer de ascendencia africana y ciudadanía estadounidense que haya logrado el mayor logro durante el año o años anteriores en cualquier campo honorable" (como se expresó cuando se fundó el premio). El premio tenía la intención tanto de llamar la atención del público en general sobre los logros de los afroamericanos como de inspirar a los jóvenes también de ascendencia Afroamericano. La Medalla Spingarn, que se estableció el 29 de junio de 1914, lleva el nombre de Joel Elías Spingarn, un escritor blanco, crítico literario, educador y activista de los derechos civiles que se desempeñó como presidente de la Junta Directiva (1913-1919), tesorero (1919-1930), y presidente (1930-1939) de la NAACP. Desde que se otorgó por primera vez en 1915, la Medalla Spingarn se ha otorgado todos los años, con algunas excepciones. La NAACP está a cargo de administrar el premio, con la Universidad Howard designada como suplente en caso de que la NAACP deje de existir. El primer comité de la NAACP en otorgar la medalla incluyó a líderes destacados como John Hope, presidente de Morehouse College; John Hurst, obispo de la Iglesia Episcopal Metodista Africana; y el presidente estadounidense William Howard Taft. El comité de ese año seleccionó a Ernest Everett Just, ex profesor y director de fisiología de la Facultad de Medicina de la Universidad de Howard, como el primer receptor de la Medalla Spingarn. Los ganadores de la Medalla Spingarn incluyen W. E. B. Du Bois (1920), Richard Wright (escritor) en 1941, A. Philip Randolph (1942), Paul Robeson (1945), Martin Luther King (1957), Duke Ellington (1959), Langston Hughes (1960), Hank Aaron (1976), Bill Cosby (1985), Maya Angelou (1994), Ruby Dee (2008) y Harry Belafonte (2012).